# Radek Slončík
Radek Slončík (Šumperk, 29 maggio 1973) è un ex calciatore ceco, di ruolo centrocampista.

## Palmarès

### Club

#### Competizioni nazionali
- Campionato ceco: 2

Sparta Praga: 2000-2001
Banik Ostrava: 2003-2004
- Coppa di Cecoslovacchia: 1

Banik Ostrava: 1991
- Coppa d'Ungheria: 1

Újpest: 2002
- Coppa della Repubblica Ceca: 1

Banik Ostrava: 2004-2005